# Bohren & der Club of Gore
Bohren & der Club of Gore es una banda alemana de ambient/jazz originaria del estado federado de Renania del Norte-Westfalia, Alemania.

## Integrantes

### Formación actual
- Christoph Clöser - saxofón, piano, piano eléctrico, vibráfono
- Morten Gass - piano, mellotron, piano eléctrico, órgano, sintetizador, vocoder, guitarra de 8 cuerdas
- Robin Rodenberg - bajo, contrabajo

### Exmiembros
- Reiner Henseleit - guitarra (1992 - 1996)
- Thorsten Benning - batería (1992 - 2015)

## Historia
La banda fue fundada en 1992 en Mülheim an der Ruhr, Alemania por Thorsten Benning, Morten Gass, Robin Rodenberg y Reiner Henseleit. Originalmente, los miembros del grupo empezaron a tocar en varias bandas de hardcore como 7 Inch Boots y Chronical Diarrhoea. En 1992 produjeron un crossover de jazz y ambient, que ellos mismos describieron como una "mezcla ambiental impía de baladas de jazz lento, Black Sabbath doom y sonidos de Autopsy afinados". Henseleit dejó la banda en 1996 y fue reemplazado por Christoph Clöser en 1997, reemplazando la guitarra por un saxofón al mismo tiempo.

## Discografía

### Álbumes de estudio
- 1994: "Gore Motel"
- 1995: "Midnight Radio"
- 2000: "Sunset Mission"
- 2002: "Black Earth"
- 2005: "Geisterfaust"
- 2008: "Dolores"
- 2011: "Beileid" [1]
- 2014: "Piano Nights"
- 2020: "Patchouli Blue"

### EP
- 1994: "Bohren & der Club of Gore (EP)|Bohren & der Club of Gore"
- 1994: "Schwarzer Sabbat Für Dean Martin"
- 2010: "Mitleid Lady"

### Recopilaciones
- 1993: "Luder, Samba und Tavernen"
- 2016: "Bohren for Beginners"